# خوسو إجانيا
خوسو إجانيا (بالإسبانية: Josu)‏ (27 فبراير 1993 بلانغريو في إسبانيا - ) هو لاعب كرة قدم إسباني في مركز الوسط. لعب مع سينايوين يالكابالوكيرهو وغورنيك وانشنا وSJK Akatemia ‏ ونادي كيرلا بلاستيرز وWilmington Hammerheads FC ‏ ونادي سينسيناتي وتيراتشينا كالشيو ونادي أولوت وإكستريمادورا يونيون ديبورتيفا.

## وصلات خارجية
- خوسو إجانيا على موقع قاعدة بيانات كرة القدم.إي يو (الإنجليزية)
- خوسو إجانيا على موقع Soccerway.com (الإنجليزية)